# Període tinita

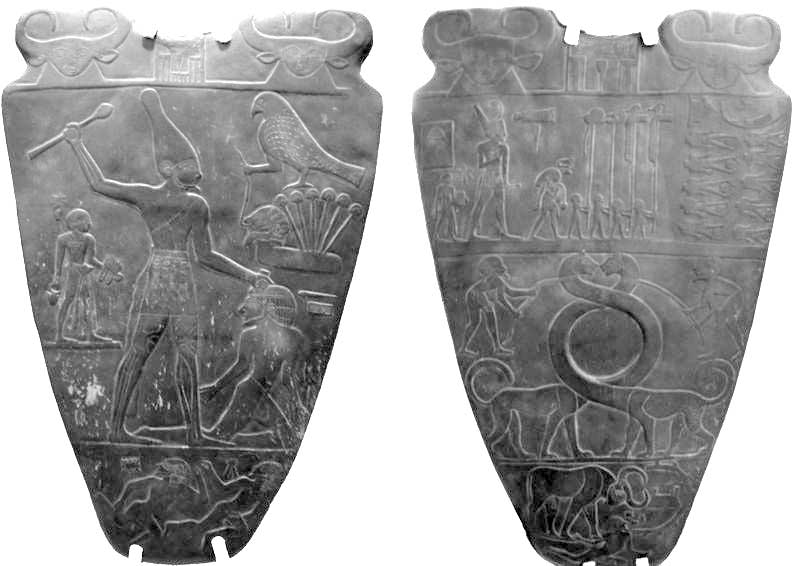
Art egipci sota domini de Narmer.

El període tinita (de Tinis o Abidos, lloc d'origen dels faraons) o període arcaic, és un període de la història de l'antic Egipte que correspon a la dinastia I i II des d'aproximadament el 3000 fins al 2686 aC. L'època anterior o període predinàstic va del 3500 al 3000 aC.
La primera dinastia es data tradicionalment entre el 3000 aC i el 2890 aC, tot i que probablement el seu iniciador governava vers el 3150 aC. La segona dinastia es data del 2890 aC al 2686 aC.
Es tracta, bàsicament, d'un període d'iniciació en el qual comencen a formar-se algunes de les característiques del món faraònic amb l'adopció de determinades convencions artístiques, la gestació del panteó, etc. Altres realitzacions com l'escriptura i l'enterrament sati, influïdes pel món sumeri, són, en llur majoria, pròpies únicament d'aquesta època.
En aquest període, Menes portà a terme la unificació del país, el Baix Egipte i Alt Egipte. També s'unifiquen els dos títols reials (nesut-biti: "rei de l'Alt i el Baix Egipte") i totes dues corones en l'anomenada pšent, i ambdues dees entraren a formar part del protocol reial, bé que la distinció entre l'Alt i el Baix Egipte perdurà fins a la fi de la història egípcia.
La informació sobre l'economia i la política exterior d'aquest període és escassa, les fonts són molt migrades i cal recórrer a la famosa paleta de Narmer per explicar la unificació d'Egipte. Sobirans importants de la dinastia I (3100-2890 aC) foren també Aha, Djer i Den. Més pobres són encara les dades sobre la dinastia II (2890-2686 aC), en la qual destaquen faraons importants, com ara Peribsen, Khasekhem i Khasekhemui, que potser era el mateix que l'anterior, i que patrocinà una sèrie d'avenços artístics i tècnics.